# Nina Oleńska
Nina Oleńska, wł. Janina Piwocka-Konarska, ps. „Ochotniczka Helenka” (ur. 18 maja 1903 r. w  Krakowie, zm. 21 stycznia 1983 r. w Chicago) – polska wokalistka, aktorka i tancerka, żona kompozytora Feliksa Konarskiego. 
Po ukończeniu krakowskiego gimnazjum klasycznego rozpoczęła studia medyczne. Jednak przerwała je, rozpoczynając naukę w Miejskiej Szkoły Dramatycznej. Po jej ukończeniu w 1925 r. zadebiutowała w teatrze rewiowym "Perskie Oko" w Warszawie. Występowała też w teatrze "Nietoperz" oraz teatrze Lucyny Messal i Kazimiery Niewiarowskiej, wyjeżdżając z nim do czeskiej Pragi. Od 1928 r. grała w Teatrze Miejskim w Lublinie oraz z zespołem Tadeusza Skarżyńskiego. Od 1931 r. w teatrze "Mignon", kierowanym przez Feliksa Konarskiego ps. "Ref-Ren", za którego dwa lata później wyszła za mąż. Występowała w różnych miastach, głównie we Lwowie, w rewiach "Wesoły Murzyn" i "Wesoły Amor. Wykonywała też piosenki skomponowane przez męża, w tym “Imieniny we Lwowie”, “Fajer polkę”, “My od Lwowa za daleko” i “Ta joj! Ta Lwów”. 
Wybuch II wojny światowej zastał ją we Lwowie, skąd trafiła do Armii Polskiej na Wschodzie, z którą przemierzyła cały szlak (od Iranu po Włochy), występując w zespole rewiowym swego męża i zespole Kazimierza Krukowskiego. Wówczas stworzyła popularną postać sceniczną "Ochotniczki Helenki", która stała się jej pseudonimem artystycznym. Po wojnie zamieszkała wraz z mężem w Londynie, gdzie występowała w spektaklach i imprezach, organizowanych przez Polonię. W 1965 r. wyjechała na stałe do Chicago, gdzie również grała w teatrach polonijnych. Otrzymała kilka odznaczeń, m.in. Krzyż Pamiątkowy Monte Cassino. Pochowana w kwaterze weteranów na cmentarzu Maryhill w Niles koło Chicago.  